# Robin Ngalande
Robin Ngalande Junior, abrégé Robin Ngalande, né le 2 novembre 1992 à Dedza, est un footballeur international malawite. Il évolue au poste d'attaquant.

## Carrière

### En club
Le club de Bidvest Wits résilie le contrat de Robin Ngalande en septembre 2016, après deux prêts successifs.

### En sélection
Robin Ngalande honore sa première sélection avec l'équipe du Malawi le 29 février 2012, lors d'un match contre le Tchad rentrant dans le cadre des éliminatoires de la Coupe d'Afrique des nations 2013 (défaite 3-2).
Il inscrit son premier but avec le Malawi le 25 mai 2013, en amical contre le Zimbabwe (match nul 1-1). Il marque son deuxième but le 12 juin 2013, contre le Kenya, à l'occasion des éliminatoires du mondial 2014 (match nul 2-2).

## Statistiques
| Saison                | Club                  | Championnat           | Championnat | Championnat | Coupe nationale | Coupe nationale | Coupe de la Ligue | Coupe de la Ligue | Total | Total |
| Saison                | Club                  | Division              | M.          | B.          | M.              | B.              | M.                | B.                | M.    | B.    |
| 2012-2013             | Bidvest Wits          | Premiership           | 2           | 0           | 0               | 0               | 1                 | 0                 | 3     | 0     |
| 2013-2014             | Bidvest Wits          | Premiership           | 12          | 3           | 2               | 0               | 0                 | 0                 | 14    | 3     |
| Sous-total            | Sous-total            | Sous-total            | 14          | 3           | 2               | 0               | 1                 | 0                 | 17    | 3     |
| 2014-2015             | Ajax Cape Town (prêt) | Premiership           | 12          | 0           | 1               | 0               | 0                 | 0                 | 13    | 0     |
| 2015-2016             | Platinum Stars (prêt) | Premiership           | 2           | 0           | 0               | 0               | 0                 | 0                 | 2     | 0     |
| Sous-total            | Sous-total            | Sous-total            | 14          | 0           | 1               | 0               | 0                 | 0                 | 15    | 0     |
| Total sur la carrière | Total sur la carrière | Total sur la carrière | 28          | 3           | 3               | 0               | 1                 | 0                 | 32    | 3     |